# PSVアイントホーフェン
フィリップス・スポルト・フェレニヒン（Philips Sport Vereniging, オランダ語発音: [ˈfi.lɪps ˌspɔrt fə.ˌreː.nə.ɣɪŋ]）は、オランダ・アイントホーフェンに本拠地を置くスポーツクラブである。最もよく知られているのはサッカー部門であり、エールディヴィジ（1部）に所属している。オランダ語発音をカタカナ表記すると、ペー・エス・フェーとなる。注意点として、英語で喋る場合には他の固有名詞とは違って英語読みされる。正式名称は単にPSVだが、国際的にはPSVアイントホーフェン（PSV Eindhoven）が正式名称として採用されている。アイントホーフェンに本社を持つフィリップス（電機メーカー）の企業クラブとして創設され、2016年までメインスポンサーだったが経営面には立ち入らなかった。株式公開会社（NV）だが上場せず、匿名の出資者に支えられている。

## 概要
1913年創設。エールディヴィジでは22回、KNVBカップでは9回、ヨハン・クライフ・スハールでは9回優勝している。アヤックスやフェイエノールトとともに、UEFAチャンピオンズカップの優勝経験があるオランダの3大クラブのひとつである。1987-88シーズンの同大会では決勝でSLベンフィカ（ポルトガル）を破って優勝し、同時にエールディヴィジとKNVBカップも含めたトレブル（3冠）も達成した。1977-78シーズンにはUEFAカップで決勝に進出し、SCバスティア（フランス）を破って優勝した。
「ブーレン (Boeren, オランダ語発音: [ˈbuːrə(n)], オランダ語で百姓) 」というニックネームがある。アイントホーフェンはアムステルダムやロッテルダムなどの都会から遠く離れた地方にあるため、当初はライバルクラブのサポーターが侮蔑的な意味合いで用いていたが、PSVのサポーターはブラバンティアン文化に対する誇りから、進んでこのニックネームを用いている。ユニフォームには北ブラバント州旗がデザインされており、スタジアム周辺にも州旗が掲げられている。ホームスタジアムは35,000人収容のフィリップス・スタディオンであり、アイントホーフェン市のストレイプ地区に位置する。

## 歴史

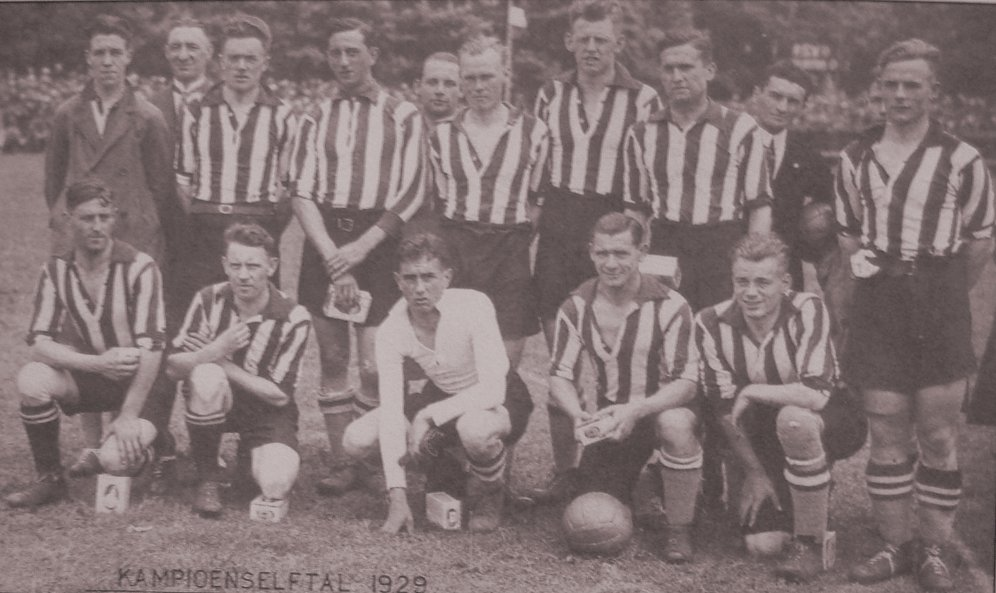
リーグ初優勝時のチーム（1929年）

### フィリップスとの関係
フィリップスの創業者であるヘラルト・フィリップスとヘラルトの弟であるアントン・フィリップスがクラブの設立を命じ、フィリップス系列各社の企業チームとして歴史が始まった。設立日は1913年8月31日であり、オランダの独立（ナポレオン戦争でのフランスの敗北）から100周年を記念して行なわれたフィリップス主催のスポーツ大会後に設立された（公式サイト）。クラブ創設と同時に、ホームスタジアムとしてフィリップス・スポルトパルクが建設された。このようにクラブ設立にフィリップスが密接にかかわっていたため、「胸スポンサー」の概念がエールディヴィジに導入された1982年以降は2016年まで例外なくフィリップスが胸スポンサーを務め、これはオランダの最長記録となっている。

### 1960年代以前
オランダ全国選手権（エールディヴィジの前身となるアマチュア全国選手権）が創設されたのは1888年であるが、PSVは1915年に初参戦した。1921年にトップリーグ (エールステ・クラッセ南部地区。全国ラウンドに進むための地域予選リーグ)に初昇格し、AFCアヤックス（1917-18シーズンに初優勝）やフェイエノールト（1923-24シーズンに初優勝）に遅れて、1928-29シーズンに全国選手権初優勝を果たした。1934-35シーズンには2度目の優勝を果たしたが、この時期のアヤックスやフェイエノールトは強豪としての地位を固めており、1930年代にはアヤックスが5回、フェイエノールトが3回優勝している。1949-50シーズンにはKNVBカップで初優勝し、1950-51シーズンには全国選手権で16年ぶり3回目の優勝を果たした。1950年代にはクーン・ディレンがエースとして活躍し、328試合出場288得点という驚きべき得点率を誇った。エールディヴィジが開始された1956-57シーズンのディレンは43得点を挙げているが、これは現在でも個人の1シーズン最多得点記録である。1962-63シーズンにはオランダリーグがプロ化されてから初めてのリーグ優勝を果たした。1960年代から1970年代にはヴィリー・ファン・デル・カイレンが活躍し、通算308得点を挙げてディレンの記録を塗り替えたが、これは現在でもオランダ記録となっている。この時代は給料面で他クラブに対して劣勢であり、才能ある選手たちにとってはPSVがプロとしての飛躍のための踏み台となった。

### 黄金期 (1970年代後半 - 1980年代後半)

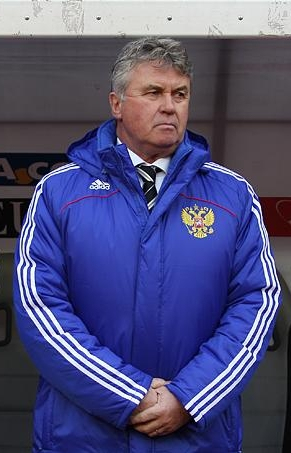
PSVにビッグイヤーをもたらしたフース・ヒディンク監督

1960年代半ばから1970年代初頭にはタイトルから遠ざかっていたが、1972年にケース・レイヴェルス監督が就任すると、1973-74シーズンのKNVBカップで24年ぶり2回目の優勝を果たし、1970年代中頃から後半にかけてPSVは1度目の黄金期を迎えた。ベテランのカイレン、ウィリーとレネのケルクホフ兄弟（双子）、キーパーのヤン・ファン・ベベレン、若手ディフェンダーのヤン・ポールトヴリートやアドリー・ファン・クラーイやエルニー・ブランツ、ストライカーのハリー・ルブセ、ディフェンダーのフーブ・ステーヴェンスのような質の高い選手に牽引され、KNVBカップ優勝2回、エールディヴィジ優勝3回を果たした。1974-75シーズンと1975-76シーズンにはクラブ初のリーグ戦2連覇を達成し、1977-78シーズンのUEFAカップでは、準々決勝で1.FCマクデブルク（西ドイツ）を、準決勝でFCバルセロナ（スペイン）を下し、決勝でSCバスティア（フランス）を2試合合計3-0で破って優勝。初の欧州タイトルを獲得した。オランダのクラブとしては1973-74シーズンに優勝したフェイエノールトに次ぐ2チーム目のUEFAカップ王者となった。1979年にはレイヴェルス監督が退任し、再びタイトルから遠ざかった。
1983年にはヤン・レケル監督が就任し、ルート・フリットやエリック・ヘレツなどが在籍していた1985-86シーズンのリーグ戦で8年ぶり8回目の優勝を果たした。ハンス・クラーイ監督を間に挟み、1987年にフース・ヒディンク監督が就任すると、1988-89シーズンまでリーグ戦4連覇を達成した。ヘレツ、ロナルド・クーマン、セーレン・レアビー、ウィム・キーフトなどの選手がチームを構成し、1987-88シーズンのUEFAチャンピオンズカップではクラブ史上初めて決勝に進出。決勝のSLベンフィカ戦は0-0で決着がつかずにPK戦に突入し、PK戦では両クラブとも5人ずつがPKを成功させたが、キーパーのハンス・ファン・ブレーケレンがベンフィカの6人目のアントニオ・ヴェローゾのキックをセーブして初優勝を決めた。準々決勝のFCジロンダン・ボルドー（フランス）戦は2試合とも引き分けであり、準決勝のレアル・マドリード（スペイン）戦も2試合ともに引き分けたが、アウェーゴール差で勝ち上がっていた。奇妙なことに、優勝したPSVは準々決勝からの5試合で1勝もできず、通算でも3勝5分1敗の成績だった。同シーズンはエールディヴィジ、KNVBカップ、UEFAチャンピオンズカップの3冠を達成したが、1988年末に行なわれたインターコンチネンタルカップではコパ・リベルタドーレス王者のナシオナル・モンテビデオ（ウルグアイ）と対戦し、試合自体は2-2の引き分けだったがPK戦の末に敗れた。ヒディンク政権下ではエールディヴィジで3回、KNVBカップで3回、UEFAチャンピオンズカップで1回優勝した。
1987-88シーズンのUEFAチャンピオンズカップ決勝
| 1988年5月25日 |

| PSV                                                              | 0 - 0 (aet) | SLベンフィカ                                     |
|                                                                  | Report      |                                                  |
|                                                                  | PK戦        |                                                  |
| R・クーマン キーフト ニールセン ヴァネンブルフ レアビー ヤンセン | 6 - 5       | エルゾ ディト Hajry パチェコ モゼール ヴェローゾ |

| シュトゥットガルト, ネッカーシュタディオン 観客数: 70,000 主審: ルイジ・アグノリン |

### ロマーリオ、ロナウド、ニリス (1990年代)
1990年にはヒディンク監督が退任し、イングランド代表監督を務めたボビー・ロブソン監督が就任。1990-91シーズンと1991-92シーズンにはリーグ戦2連覇を果たしたが、欧州カップ戦では経営陣が期待したほどの成績を残せず、ロブソン監督は1991-92シーズン終了後に退任した。ヒディンク政権下の1988年にはピート・デ・ヴィッセルのスカウトによってロマーリオが加入して主力選手となっていたが、ロブソン監督はロマーリオとの関係に問題を抱えていた。ロマーリオは1993年までクラブに在籍し、3個のタイトルをもたらした。ロブソンの後任にはハンス・ウェステルホフ監督が就任し、1992-93シーズンのリーグ戦では2位となった。1992-93シーズンにはUEFAチャンピオンズカップが大会形式を変更してUEFAチャンピオンズリーグとなったが、PSVは本選に出場した8クラブのうちのひとつである。1993-94シーズンはア・デ・モス監督が指揮を執り、ゲオルゲ・ポペスク、ニイ・ランプティ、アーサー・ニューマンなどの名選手がいたが3位に終わった。シーズン終了後にはブレーケレンが引退。ブレーケレンは10シーズンの間PSVのゴールを守り、クラブ史上最高のキーパーのひとりとみなされている。1994年夏にはロナルト・ヴァーテリュースとスタンレイ・メンソのふたりのキーパーが加入してポジションを争い、より若いワテレースがポジションを掴んだ。デ・モス監督は1994年10月に解任され、キース・ライフェルス監督が暫定的にチームを指揮した後、12月にディック・アドフォカートが正式な監督に就任した。1994年夏に加入したロナウドは1994-95シーズンに30得点を挙げ、同じく新加入のルク・ニリスとコンビを組んだが、アヤックスとローダJCに次ぐ3位に終わった。1995-96シーズンはプレーの質を向上させて2位となり、UEFAカップでは準々決勝に進出。バルセロナに敗れた。守備的ミッドフィールダーのウィム・ヨンク、ニリス、ニューマン、センターバックのヤープ・スタム、フィリップ・コクー、若手のボウデヴィン・ゼンデンなどが在籍していた1996-97シーズンには5年ぶりにリーグ優勝した。21得点を挙げたニリスがリーグ得点王となり、オランダ年間最優秀選手賞を受賞した。1997-98シーズンはアヤックスのシーズンとして記憶されており、ニリスとヒレス・デ・ビルデのベルギー人コンビが多くの得点を挙げたが、リーグ戦でもKNVBカップ決勝でもアヤックスに敗れた。UEFAチャンピオンズリーグでは1992-93シーズン以来となる本選に出場し、ニューカッスル・ユナイテッドFC（イングランド）とFCバルセロナ（スペイン）を上回る勝ち点を挙げたが、FCディナモ・キーウに次ぐ2位でグループリーグ敗退となった。

### ケズマンとファン・ニステルローイ (1998年 - 2002年)
フランスで開催された1998 FIFAワールドカップでオランダ代表は4位となり、PSVは代表の成功の代償を支払うこととなった。スタム、コクー、ヨンクなどの主力選手が相次いで移籍し、完全に新しいチームで1998-99シーズンに臨まざるを得なかった。6年ぶりにロブソン監督が復帰すると、ニリスと新加入のルート・ファン・ニステルローイが計55得点を挙げる活躍を見せ、得点ランキングの1位と2位を独占した。最終節のFCユトレヒト戦は前半終了時に0-2と劣勢だったが、後半に3点を挙げて大逆転し、UEFAチャンピオンズリーグ出場権内の3位に浮上した。
ロブソン監督は1999年夏に退任し、1980年代に選手として在籍したゲレツがクラブ・ブルッヘからPSVの新監督に就任。マルク・ファン・ボメル、ヨハン・フォーゲル、クラブ・ブルッヘでの教え子エリック・アッドなどを獲得した。ベルギー出身のゲレツ監督にとっては国外クラブの初采配となったが、ニリスとファン・ニステルローイにアルノルト・ブルッヒンクを加えた3トップは計67得点を挙げる抜群の破壊力を誇り、ファン・ニステルローイは2シーズン連続でリーグ得点王に輝いた。中盤のフォーゲルとファン・ボメルも成功の立役者のひとりであり、3シーズンぶり15回目のリーグ優勝を飾った。
2000年夏にはニリスが退団し、十字靭帯断裂の大怪我を負ったファン・ニステルローイは2000-01シーズンの大半を欠場したが、新加入のマテヤ・ケジュマンが大活躍してリーグ優勝に貢献し、同じく新加入のケヴィン・ホフラントとジョン・デ・ヨングも実力を発揮した。ケズマンは2000-01シーズンに24得点を、2002-03シーズンに35得点を、2003-04シーズンに31得点を挙げてリーグ得点王に輝いている。2000-01シーズンのUEFAチャンピオンズリーグではRSCアンデルレヒト（ベルギー）とマンチェスター・ユナイテッドFC（イングランド）の後塵を拝したが、ケズマンのマンチェスター・U戦での美しい得点は多くのサポーターの心に残っている。グループ3位となったためUEFAカップに回ったが、準々決勝の1.FCカイザースラウテルン（ドイツ）戦では怒ったサポーターがピッチに侵入し、クラブの歴史の汚点となった。準決勝に進出できず、欧州サッカー連盟 (UEFA) によって罰金処分とホームゲーム開催禁止（中立地開催）の処分を科された。エールディヴィジでは2連覇を果たした。
2001年夏には怪我が完治したファン・ニステルローイがマンチェスター・Uに移籍し、FCトゥウェンテからヤン・フェネホール・オフ・ヘッセリンクを獲得。ケズマンとポジションを争った。2001-02シーズンは序盤戦に出遅れ、3連覇はならずアヤックスに戴冠を許した。UEFAチャンピオンズリーグではFCナント（フランス）に1-4で敗れるなどし、グループ3位でUEFAカップに回った。4回戦ではリーズ・ユナイテッドAFC（イングランド）を下し、欧州カップ戦の準々決勝ではオランダ史上初の同国対決が実現した。フェイエノールトとの試合は2試合とも1-1で引き分けたが、PK戦を制したフェイエノールトが準決勝に駒を進めた。ゲレツ監督はクラブからの信頼を失って解任された。

### 2度目のヒディンク監督時代 (2002年 - 2006年)
2002年夏、2002 FIFAワールドカップで韓国をベスト4に導いたフース・ヒディンク監督がPSVの新監督に就任した。韓国代表の朴智星や李榮杓が加入し、2002-03シーズンにはアリエン・ロッベンなどのスター選手が誕生。リーグ戦では2シーズンぶりの優勝を果たしたが、UEFAチャンピオンズリーグではグループリーグ最下位に終わった。2003-04シーズンはリーグ優勝を逃し、UEFAチャンピオンズリーグのグループリーグではデポルティーボ・ラ・コルーニャ（スペイン）と同勝ち点ながら3位でグループリーグ敗退となった。UEFAカップに回り、準々決勝ではボビー・ロブソン監督率いるニューカッスル・ユナイテッドFCを破った。
キーパーのロナルト・ヴァーテリュースは1994年から10シーズン在籍してリーグ戦285試合に出場したが、2003-04シーズン終了後に退団し、2004年夏にはロッベン、デニス・ロンメダール、マテヤ・ケジュマンなどの主力選手も退団した。センターバックのアレックス、キーパーのゴメス、フォワードのジェフェルソン・ファルファンとダマルカス・ビーズリーなどを獲得し、ヒディンク監督は新しいチームを作り上げた。2004-05シーズンはマルク・ファン・ボメル、ヨハン・フォーゲル、コクーなどが中盤を構成し、ヤン・フェネホール・オフ・ヘッセリンクと朴智星がフォワードを構成。UEFAチャンピオンズリーグではアーセナルFC（イングランド）に次ぐグループ2位となり、大会名称変更後初めて決勝トーナメントに進出した。決勝トーナメント1回戦では前年度準優勝のASモナコ（フランス）に2連勝し、準々決勝のオリンピック・リヨン（フランス）戦は2試合とも1-1の引き分けに終わったが、PK戦に勝利して準決勝進出を決めた。オランダのクラブが同大会の準決勝に進出するのは1996-97シーズンのアヤックス以来の出来事だった。準決勝のACミラン戦のファーストレグには0-2で敗れたが、ホームで行なわれたセカンドレグでは朴智星とコクーの得点で2試合合計得点をタイに戻した。しかし、後半ロスタイムにマッシモ・アンブロジーニに得点を許し、その直後にコクーが2点目を決めて粘ったものの、アウェーゴール差での敗退が決定した。この試合はクラブ史に残る試合であり、多くのサポーターがタンク（戦車）の異名を持つアレックスの涙を記憶している。リーグ戦では2シーズンぶり18回目のリーグ優勝を飾り、またKNVBカップでは8回目の優勝を飾ったことから、2004-05シーズンは近年最高のシーズンとされている。
2005年夏にはファン・ボメル、フォーゲル、朴智星、李榮杓、ヴィルフレート・ボウマなど多くの主力選手がチームを離れ、マイケル・ボール、ミカ・ヴァイリネン、ベルギー代表のティミー・シモンスなどが加入した。イスマイル・アイサティ、イブラヒム・アフェレイなど下部組織出身の若手選手も加わった。2005-06シーズンのUEFAチャンピオンズリーグ・グループリーグでは、ミラン、シャルケ04（ドイツ）、フェネルバフチェSK（トルコ）などと同居する難しいグループに組み込まれたが、ホームでミランを破るなどしてグループ2位で終え、2シーズン連続で決勝トーナメントに進出。決勝トーナメント1回戦ではリヨンと再戦し、今度は2連敗して大会から敗退した。国内リーグでは2連覇を果たしたが、KNVBカップでは決勝でライバルのアヤックスに敗れ、この試合がヒディンク監督のラストゲームとなった。ヒディンク監督は第1期 (1986年 - 1990年) と第2期 (2002年 - 2006年) に計6回のリーグ優勝、計4回のKNVBカップ優勝、1回のUEFAチャンピオンズカップ優勝を果たした。

### 経営面での混乱とスポーツ面での低迷 (2000年代後半)
2006年夏にはヒディンク監督の後任としてロナルド・クーマン監督が就任。エクアドル代表のエディソン・メンデス、メキシコ代表のカルロス・サルシドと、いずれも2006 FIFAワールドカップに出場して決勝トーナメント進出に貢献した南米出身選手を獲得した。アンドレ・オーイェルとヤン・フェネホール・オフ・ヘッセリンクはシーズン開幕後にクラブを離れ、代役としてヤン・クロムカンプとパトリック・クライファートを獲得した。2006-07シーズンはジェフェルソン・ファルファンとアルナ・コネがチーム内得点王を争い、一時は他クラブに大きな差を築いたものの、すぐに勝ち点差は消滅した。UEFAチャンピオンズリーグ・グループリーグではリヴァプールFC（イングランド）、FCジロンダン・ボルドー（フランス）、ガラタサライSK（トルコ）と同組となったが、リヴァプールに次ぐグループ2位で3シーズン連続の決勝トーナメント進出を決めた。決勝トーナメント1回戦のアーセナルFC（イングランド）戦では自陣にも敵陣にも攻め込んだアレックスの活躍で勝利したが、準々決勝では再びリヴァプールと対戦して2試合合計0-4で敗れた。UEFAチャンピオンズリーグからの敗退後、スフイテマ会長は国内リーグで優勝を逃すことが濃厚だとしてクーマン監督を批判したが、PSVは最後まで優勝争いに加わった。最終節を前にしてAZ、アヤックス、PSVの3クラブが勝ち点72で並び、得失点差でAZが首位に立っていた。AZは最終節でSBVエクセルシオールに敗れて優勝を逃し、PSVとアヤックスは揃って勝利したが、得失点差でアヤックス (+49) を逆転したPSV (+50) が3位からの大逆転優勝を飾った。2006-07シーズンはリーグ史上もっとも刺激的で、僅差で優勝が決まったシーズンのひとつに数えられている。

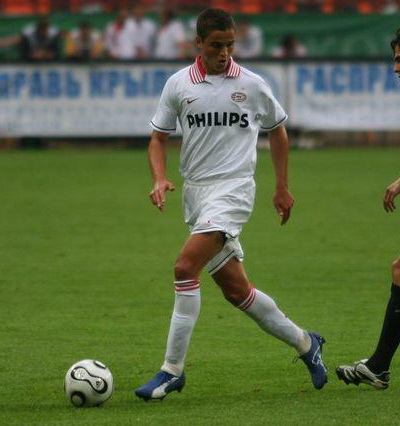
下部組織出身で2010年にキャプテンを務めたイブラヒム・アフェレイ

2007年夏にはスフイテマ会長が退いてヤン・レケル会長が就任したため、クーマン監督は留任を決めた。中心選手のコクーやアレックスやA・コネがクラブを離れ、ケネス・ペレスやダンコ・ラゾビッチやダニー・クーフェルマンスなどが加入。レンタル移籍していたアイサティなどが復帰した。クーマン監督はPSVとの契約途中の10月31日にバレンシアCF（スペイン）監督に就任したため、ヤン・ボウタース暫定監督を経て元名古屋グランパスエイト（日本）監督のセフ・フェルホーセンがシーズン終了までの契約で正式な後任監督に就任した。12月31日には、半年前に加入したばかりのペレスがアヤックスに移籍したが、レケル会長は移籍がペレス自身の選択だと断言した。2008年2月26日には、2005年に負った怪我からリハビリ途中だったジョン・デ・ヨンクが30歳の若さで現役引退を発表。このように人的な移動が激しいシーズンだったが、PSVは21回目の優勝を果たした。4連覇はリーグ史上3度目の偉業であり、HVVデン・ハーグ（1899-1900シーズンから1902-03シーズン）とPSV（1985-86シーズンから1988-89シーズン）しか達成していない。
2008年夏にはフーブ・ステーフェンス監督が就任し、ヨハン・クライフ・スハールではフェイエノールトを破って優勝。リーグ戦でも順調な滑り出しを見せたが、UEFAチャンピオンズリーグ・グループリーグ初戦のアトレティコ・マドリード戦に0-3で敗れて歯車が狂いだした。リヴァプールFC（イングランド）やオリンピック・マルセイユ（フランス）などと同居したグループリーグでは、ホームでのマルセイユ戦にしか勝利できず、最下位でのグループリーグ敗退となった。欧州カップ戦で年を越せなかったのは2002-03シーズン以来6年ぶりのことだった。2009年1月にはステーフェンス監督が辞任し、ドワイト・ローデヴェーヘスが後任監督に就任したが、リーグ戦は最終的に4位で終えた。4位以下に終わったのは1980-81シーズン（5位）以来であり、偶然ではあるが、どちらのシーズンも優勝したのはAZアルクマールだった。1996-97シーズン以降では初めてUEFAチャンピオンズリーグ出場権を逃し、代わりにUEFAヨーロッパリーグの第1回大会の出場権を得た。
2009年夏には元シャルケ監督のフレット・ルッテンが監督に就任し、2009-10シーズン前半戦は公式戦（国内リーグ、国内カップ、UEFAヨーロッパリーグ）無敗で終えた。FCトゥウェンテも前半戦のリーグ戦を無敗で終えていたため、年明け時点でトゥウェンテに次ぐ2位に付けていたが、後半戦には調子を落として取りこぼしを重ね（2010年最初の10試合は6勝2分2敗）、KNVBカップではフェイエノールトに、UEFAヨーロッパリーグではハンブルガーSVにアウェーゴール差で敗れて大会からの敗退が決まった。2月のNACブレダ戦でリーグ戦初黒星を喫し、3月14日時点ではまだ2位につけていたが、その後アヤックスに抜かれて3位に順位を落とした。引き分けの多さから勝ち点を伸ばすことができず、2シーズン連続でUEFAチャンピオンズリーグ出場権を得られなかった。
2010年10月24日のフェイエノールト戦には10-0で大勝。ジョナタン・レイスが3得点、オラ・トイヴォネンが1得点、イェレマイン・レンスが2得点、ジュジャーク・バラージュが2得点、オルランド・エンヘラールが1得点を挙げた（1点はオウンゴール）。PSVは1973年のゴー・アヘッド・イーグルス戦と1998年のFCフォレンダム戦でも同スコアを記録しており、10点差で勝利するのは3度目だった。2010-11シーズンのUEFAヨーロッパリーグ・決勝トーナメント1回戦ではリール（フランス）と対戦し、2試合合計5-3で勝利。決勝トーナメント2回戦ではレンジャーズFC（スコットランド）に2試合合計1-0で勝利したが、準々決勝ではSLベンフィカに2試合合計3-6で敗れた。同シーズンの国内リーグ戦ではアヤックスやトゥウェンテとの優勝争いに競り負け、期待外れの3位に終わった。財政問題に悩まされ、資産差し押さえに発展する可能性を消すためにアイントホーフェン市議会から多額の援助を受けた。深刻な財政状況のため、名のある選手の獲得は不可能だった。キャプテンであり英雄的存在のイブラヒム・アフェレイは冬の移籍期間にFCバルセロナ（スペイン）に売却され、2011年夏にはハンガリー人ウインガーのジュジャークが金満クラブ化したFCアンジ・マハチカラ（ロシア）に移籍した。

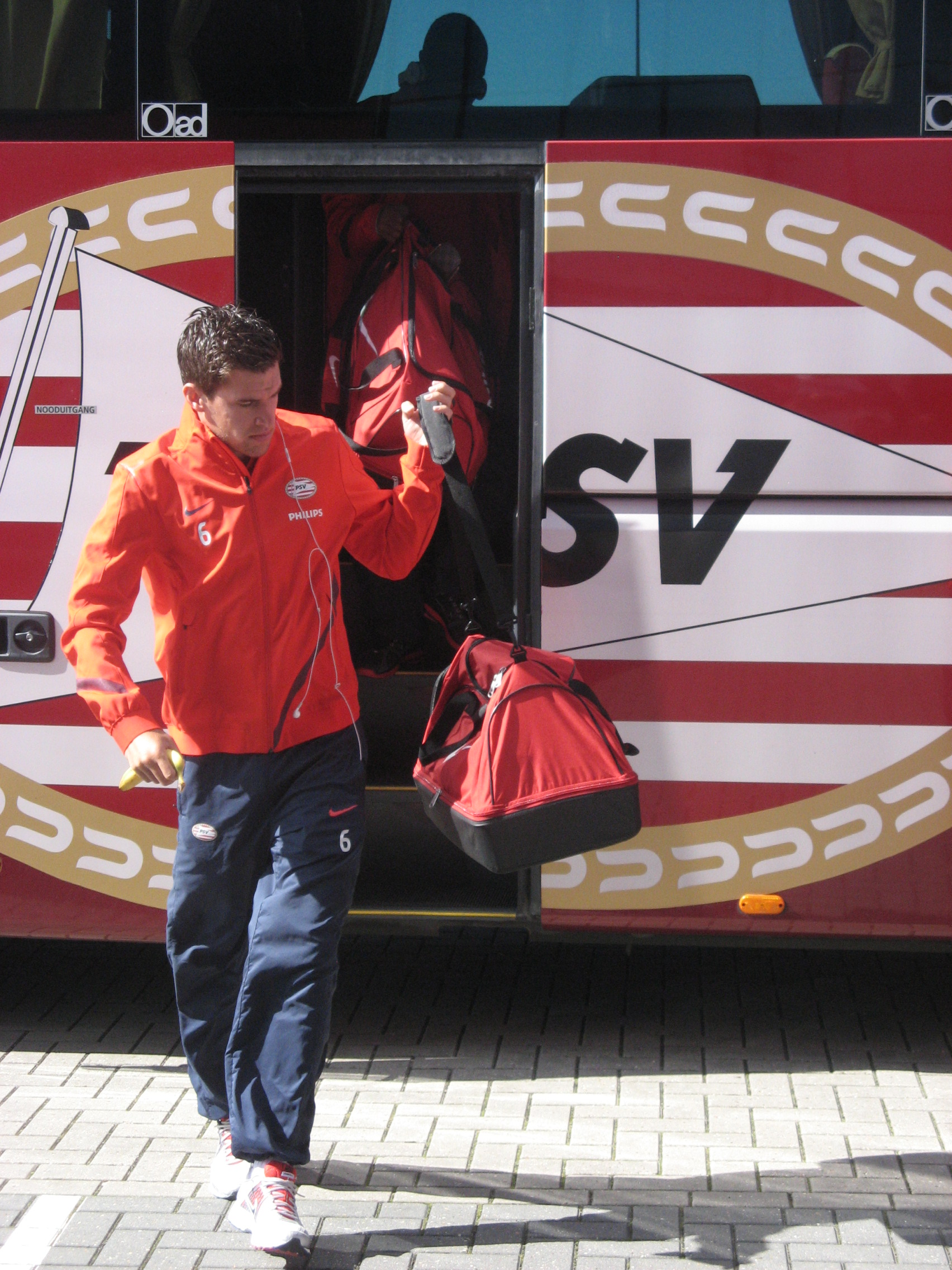
バスから降りるケヴィン・ストロートマン

2011年夏にはドリース・メルテンス、ティム・マタヴジュなどが加入し、レンタルで加入したポーランド人キーパーのプシェミスワフ・ティトンは後に買い取りオプションが行使されて完全移籍した。2011-12シーズンのUEFAヨーロッパリーグ・グループリーグでは5勝1分のグループ首位で決勝トーナメント進出を決め、決勝トーナメント1回戦ではトラブゾンスポル（トルコ）を破ったが、決勝トーナメント2回戦のバレンシアCF（スペイン）戦ファーストレグには2-4で敗れた。2012年3月12日には成績不振によるフレット・ルッテン監督の解任が発表され、アシスタントコーチのコクーがシーズン終了までの暫定監督に就任。選手やユースチーム監督としてPSVに在籍経験があるFCアイントホーフェン監督のエルネスト・ファベルがアシスタントコーチに就任した。コクーの初采配試合となったバレンシア戦セカンドレグに引き分けて大会からの敗退が決まったが、KNVBカップでは決勝でヘラクレス・アルメロに3-0で快勝して7シーズンぶり9回目の優勝を決めた。この試合には約17,000人のPSVサポーターが会場のロッテルダムに押し掛け、オラ・トイヴォネンが華麗なヒールシュートで先制点を決め、メルテンスとレンスが追加点を挙げた。リーグ戦は再び3位に終わってUEFAチャンピオンズリーグ出場権を逃したが、約4年ぶりのトロフィーとなったKNVBカップの優勝が慰めとなった。4月6日にはオランダサッカー協会による財政指数区分でカテゴリー3に分類された。これは「健全」を表す区分であり、財政強度に基づいて各クラブが分類されている。5月10日には以前にもPSVの監督を務めたディック・アドフォカートが1年契約で正式な監督に就任した。

### 現在 (2010年代 - )
2012年夏、下部組織出身の有望株であるザカリア・ラビアドがスポルティングCPに売却され、既に契約を交わしていたデンマーク人のマティアス・イェルゲンセンが加入した。元キャプテンのファン・ボメルがミランから加入し、SCヘーレンフェーンからウインガーのルシアーノ・ナルシンを獲得。ヨハン・クライフ・スハールではアヤックスを4-2で下して優勝し、UEFAヨーロッパリーグ・予選プレーオフのFKゼタ（モンテネグロ）戦では2試合合計14-0で圧勝してグループリーグ出場を決めた。グループリーグではFCドニプロ・ドニプロペトロウシク（ウクライナ）、SSCナポリ（イタリア）、AIKソルナ（スウェーデン）と同組となり、ナポリとのアウェーゲームには3-1で勝利したが、これはナポリにとって欧州カップ戦のホームゲームでの18年ぶりの敗北となった。しかしPSVはドニプロとナポリに次ぐグループ3位で大会から敗退した。リーグ戦では前半戦だけで60得点を挙げ、ウィンターブレークの時点で首位に立っていた。2013年1月にはIFエルフスボリ（スウェーデン）からオスカル・ヒルイェマルクを獲得。2013年夏にクラブOBでもあるフィリップ・コクーが監督に就任し、2014年夏にボルシアMGからルーク・デ・ヨングを完全移籍でバレンシアからアンドレス・グアルダード、マンチェスター・シティからカリム・レキクをそれぞれ期限付き移籍で獲得した。2014-15シーズンではメンフィス・デパイやデ・ヨングなどの活躍によって、序盤から好スタートを決め中盤戦で10連勝を含むリーグ戦17戦負けなしを記録し、首位を独走した。2015年4月15日ヘーレンフェーンに4-1で勝利し2007-08シーズン以来となるリーグ制覇を果たした。2024～2025シーズンは最終戦でスパルタ・ロッテルダムとアウェイで対戦し3-1の勝利を収めたPSVが、2年連続26回目のエールディビジ制覇を成し遂げている。

## スタジアムと練習施設

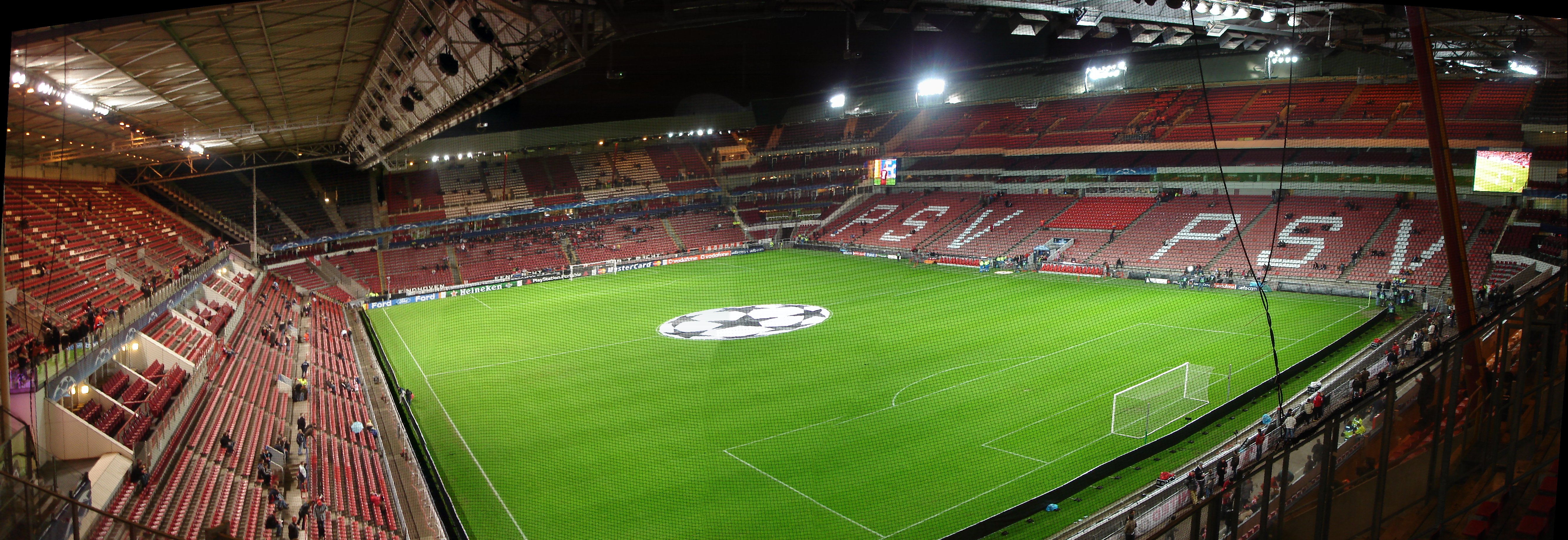
35,000人収容のフィリップス・スタディオン

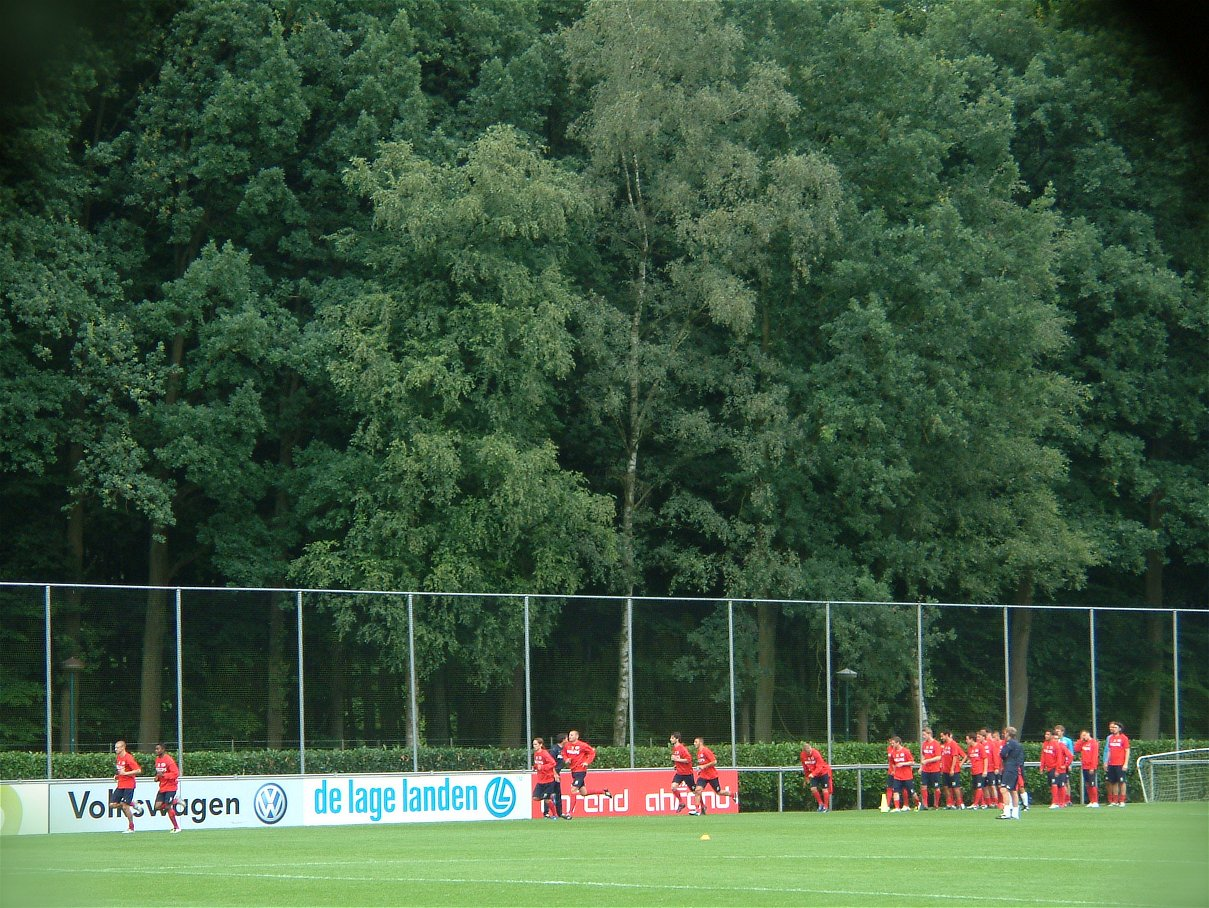
練習場のデ・ヘルドハンフ

1911年1月、5歳のフリッツ・フィリップス（後にフィリップス社のCEOとなる）によってフィリップス・エルフタルの落成式と初試合が行なわれたが、クラブはまだ創設されていなかった。スタジアムの近隣はフィリップスドルプ（フィリップス村）と呼ばれ、アイントホーフェンの中心部からほど近かった。1913年にクラブが創設してからも、ホームスタジアムは一貫して同じ場所にある。クラブ創設当初はフィリップス・スポルトパルクと呼ばれ、300人収容の小規模なグラウンドだった。1941年には18,000人収容のスタジアムとなり、第二次世界大戦で被災したが、1958年には再び改築されて22,000人収容となった。2000年と2002年にも角部分の改修工事が行なわれ、現在のフィリップス・スタディオンという名称、サッカーの試合開催時の収容人数35,000人に落ち着いた。収容人数を45,000人まで拡張する計画があり、仮に2018 FIFAワールドカップの開催地がオランダ・ベルギーに決定していた場合には計画の実施が決定的だったが、2010年12月に行なわれた投票でFIFAワールドカップの開催地はロシアに決定した。
2000年にオランダとベルギーで共同開催されたUEFA EURO 2000の際には開催地のひとつとなった。2006年にはUEFAカップ決勝の開催地となり、セビージャFC（スペイン）がミドルズブラFC（イングランド）を下して優勝した。2000年代の10年間は1試合平均観客数が31,000人から34,000人で推移しており、アヤックス、フェイエノールトに次いでオランダ第3位である。観客席は全席固定座席で屋根に覆われ、全席が暖房設備を有している。2005年夏にはピッチ周りの高いフェンスが取り除かれ、高さ90cmの手すりに代えられた。許可なくピッチに侵入すると15,000ユーロの罰金と10年間のスタジアム入場禁止処分が科せられる。
スタジアム内にはレッドミシュランオランダ版で1つ星の認定を受けたレストラン (Avant Garde) があり、サッカーの試合を観戦しながら食事を行なうことが可能である。オランダ国内でレッドミシュランの星付きレストランを抱えるスタジアムはここだけである。スタジアムから約3.5km北西にはデ・ヘルドハンフ(De Herdgang)と呼ばれる練習施設があり、天然芝や人工芝のピッチを持つ複合施設である。トップチームは練習を一般公開することもあり、また下部組織（ヨング・PSV）の拠点もデ・ヘルドハンフである。デ・ヘルドハンフの近くにはフィリップス・ヨンフパルクという緑豊かな公園がある。
| エールディヴィジのビッグ3の1試合平均観客数 | エールディヴィジのビッグ3の1試合平均観客数 | エールディヴィジのビッグ3の1試合平均観客数 | エールディヴィジのビッグ3の1試合平均観客数 | エールディヴィジのビッグ3の1試合平均観客数 |
| シーズン                                   | 平均観客数                                 | 平均観客数                                 | 平均観客数                                 |                                            |
| シーズン                                   | アヤックス                                 | PSV                                        | フェイエノールト                           |                                            |
| ------------------------------------------ | ------------------------------------------ | ------------------------------------------ | ------------------------------------------ | ------------------------------------------ |
| 1997-98                                    | 48,423人                                   | 27,865人                                   | 25,042人                                   |                                            |
| 1998-99                                    | 41,275人                                   | 26,550人                                   | 31,231人                                   |                                            |
| 1999-00                                    | 40,866人                                   | 28,441人                                   | 31,532人                                   |                                            |
| 2000-01                                    | 36,280人                                   | 31,735人                                   | 37,609人                                   |                                            |
| 2001-02                                    | 36,328人                                   | 31,494人                                   | 39,903人                                   |                                            |
| 2002-03                                    | 47,571人                                   | 33,106人                                   | 43,124人                                   |                                            |
| 2003-04                                    | 48,996人                                   | 32,853人                                   | 41,412人                                   |                                            |
| 2004-05                                    | 48,031人                                   | 31,806人                                   | 39,329人                                   |                                            |
| 2005-06                                    | 46,006人                                   | 33,088人                                   | 41,294人                                   |                                            |
| 2006-07                                    | 48,551人                                   | 33,601人                                   | 40,676人                                   |                                            |
| 2007-08                                    | 49,092人                                   | 33,576人                                   | 44,853人                                   |                                            |
| 2008-09                                    | 49,014人                                   | 33,406人                                   | 44,044人                                   |                                            |
| 2009-10                                    | 48,681人                                   | 33,424人                                   | 43,882人                                   |                                            |
| 2010-11                                    | 47,316人                                   | 33,612人                                   | 42,124人                                   |                                            |
| 2011-12                                    | 50,417人                                   | 33,353人                                   | 44,781人                                   |                                            |
| 2012-13                                    | 50,490人                                   | 33,082人                                   | 45,147人                                   |                                            |
| 2013-14                                    | 50,907人                                   | 33,553人                                   | 45,606人                                   |                                            |

## タイトル

### 国内タイトル
- エールディヴィジ：23回
  - 1962-63, 1974-75, 1975-76, 1977-78, 1985-86, 1986-87, 1987-88, 1988-89, 1990-91, 1991-92, 1996-97, 1999-00, 2000-01, 2002-03, 2004-05, 2005-06, 2006-07, 2007-08, 2014-15, 2015-16, 2017-18, 2023-24, 2024-25

- KNVBカップ：11回
  - 1949-50, 1973-74, 1975-76, 1987-88, 1988-89, 1989-90, 1995-96, 2004-05, 2011-12 , 2021-22, 2022-23

- ヨハン・クライフ・スハール：14回
  - 1992, 1996, 1997, 1998, 2000, 2001, 2003, 2008, 2012, 2015, 2016, 2021, 2022, 2023

### 国際タイトル
- UEFAチャンピオンズカップ：1回
  - 1987-88

- UEFAカップ：1回
  - 1977-78

### 親善タイトル
- フィリップス・トーナメント：3回
  - 1982, 1984, 1985

- 韓国大統領杯：1回
  - 1983

- トルネオ・インテルナシオナル・デ・フトボル・デ・マスパロマス：3回
  - 1984, 1985, 2000

- トロフェオ・ビラ・デ・マドリード：1回
  - 1984

- ピースカップ：1回
  - 2003

- ロシア・レイルウェイズ・カップ：1回
  - 2007

- ポリッシュ・マスターズ・カップ：1回
  - 2012

## 過去の成績
| シーズン | エールディヴィジ | エールディヴィジ | エールディヴィジ | エールディヴィジ | エールディヴィジ | エールディヴィジ | エールディヴィジ | エールディヴィジ | KNVBカップ   | 欧州カップ         | 欧州カップ         | その他                           | その他 | リーグ戦最多得点者                     | リーグ戦最多得点者 |
| シーズン | 試               | 勝               | 分               | 敗               | 得               | 失               | 点               | 順位             | KNVBカップ   | 欧州カップ         | 欧州カップ         | その他                           | その他 | 選手                                   | 得点               |
| -------- | ---------------- | ---------------- | ---------------- | ---------------- | ---------------- | ---------------- | ---------------- | ---------------- | ------------ | ------------------ | ------------------ | -------------------------------- | ------ | -------------------------------------- | ------------------ |
| 1956-57  | 34               | 18               | 3                | 13               | 93               | 71               | 39               | 5位              |              |                    |                    |                                  |        | クーン・ディレン                       | 43                 |
| 1957-58  | 34               | 13               | 6                | 15               | 73               | 70               | 32               | 10位             | 準々決勝敗退 |                    |                    |                                  |        | クーン・ディレン                       | 28                 |
| 1958-59  | 34               | 12               | 9                | 13               | 61               | 60               | 33               | 10位             |              |                    |                    |                                  |        | クーン・ディレン                       | 15                 |
| 1959-60  | 34               | 18               | 9                | 7                | 72               | 48               | 45               | 3位              |              |                    |                    |                                  |        | クーン・ディレン                       | 31                 |
| 1960-61  | 34               | 14               | 9                | 11               | 74               | 59               | 37               | 7位              | 2回戦敗退    |                    |                    |                                  |        | Piet Kruiver                           | 17                 |
| 1961-62  | 34               | 21               | 7                | 6                | 85               | 43               | 49               | 2位              | 準決勝敗退   |                    |                    |                                  |        | Pierre Kerkhofs                        | 19                 |
| 1962-63  | 30               | 17               | 8                | 5                | 67               | 38               | 42               | 1位              | 3回戦敗退    |                    |                    |                                  |        | Pierre Kerkhofs                        | 22                 |
| 1963-64  | 30               | 18               | 5                | 7                | 66               | 42               | 41               | 2位              | 1回戦敗退    | EC                 | 準々決勝敗退       |                                  |        | Bert Theunissen                        | 22                 |
| 1964-65  | 30               | 13               | 7                | 10               | 48               | 45               | 33               | 4位              | 2回戦敗退    |                    |                    |                                  |        | ヴィリー・ファン・デル・カイレン       | 20                 |
| 1965-66  | 30               | 10               | 8                | 12               | 57               | 53               | 28               | 8位              | 準決勝敗退   |                    |                    |                                  |        | ヴィリー・ファン・デル・カイレン       | 23                 |
| 1966-67  | 34               | 13               | 11               | 10               | 64               | 59               | 37               | 6位              | 1回戦敗退    |                    |                    |                                  |        | ヴィリー・ファン・デル・カイレン       | 21                 |
| 1967-68  | 34               | 9                | 9                | 16               | 43               | 54               | 27               | 14位             | ベスト16     |                    |                    |                                  |        | ヴィリー・ファン・デル・カイレン       | 21                 |
| 1968-69  | 34               | 17               | 10               | 7                | 54               | 36               | 44               | 5位              | 準優勝       |                    |                    |                                  |        | Niro Mares                             | 17                 |
| 1969-70  | 34               | 19               | 8                | 7                | 70               | 34               | 46               | 3位              | 準優勝       |                    |                    |                                  |        | ヴィリー・ファン・デル・カイレン       | 26                 |
| 1970-71  | 34               | 21               | 7                | 6                | 73               | 25               | 49               | 4位              | 2回戦敗退    |                    |                    |                                  |        | ヴィリー・ファン・デル・カイレン       | 14                 |
| 1970-71  | 34               | 21               | 7                | 6                | 73               | 25               | 49               | 4位              | 2回戦敗退    | ヨハン・デヴリンド |                    |                                  |        |                                        | 14                 |
| 1971-72  | 34               | 13               | 10               | 11               | 47               | 32               | 36               | 8位              | ベスト16     | UC                 | 3回戦敗退          |                                  |        | ヨハン・デヴリンド                     | 12                 |
| 1972-73  | 34               | 15               | 8                | 11               | 46               | 35               | 38               | 6位              | 準々決勝敗退 |                    |                    |                                  |        | ヴィリー・ファン・デル・カイレン       | 13                 |
| 1973-74  | 34               | 20               | 9                | 5                | 96               | 40               | 49               | 4位              | 優勝         |                    |                    |                                  |        | ヴィリー・ファン・デル・カイレン       | 27                 |
| 1974-75  | 34               | 23               | 9                | 2                | 82               | 26               | 55               | 1位              | ベスト16     | CWC                | 準決勝敗退         |                                  |        | ヴィリー・ファン・デル・カイレン       | 28                 |
| 1975-76  | 34               | 24               | 5                | 5                | 89               | 27               | 53               | 1位              | 優勝         | EC                 | 準決勝敗退         |                                  |        | ヴィリー・ファン・デル・カイレン       | 27                 |
| 1976-77  | 34               | 20               | 7                | 7                | 64               | 31               | 47               | 2位              | 準々決勝敗退 | EC                 | 2回戦敗退          |                                  |        | ヴィリー・ファン・デル・カイレン       | 24                 |
| 1977-78  | 34               | 21               | 11               | 2                | 74               | 21               | 53               | 1位              | ベスト16     | UC                 | 優勝               |                                  |        | Gerrie Deijkers                        | 18                 |
| 1978-79  | 34               | 20               | 9                | 5                | 65               | 23               | 49               | 3位              | 準決勝敗退   | EC                 | 2回戦敗退          |                                  |        | ヴィリー・ファン・デル・カイレン       | 14                 |
| 1979-80  | 34               | 18               | 8                | 8                | 66               | 37               | 44               | 3位              | 準決勝敗退   | UC                 | 2回戦敗退          |                                  |        | パウル・ポストゥマ                     | 12                 |
| 1979-80  | 34               | 18               | 8                | 8                | 66               | 37               | 44               | 3位              | 準決勝敗退   | UC                 | 2回戦敗退          | ヴィリー・ファン・デル・カイレン |        |                                        | 12                 |
| 1980-81  | 34               | 18               | 8                | 8                | 62               | 31               | 44               | 5位              | 準決勝敗退   | UC                 | 2回戦敗退          |                                  |        | パウル・ポストゥマ                     | 15                 |
| 1981-82  | 34               | 24               | 3                | 7                | 81               | 38               | 51               | 2位              | ベスト16     | UC                 | 2回戦敗退          |                                  |        | ルート・ヘールス                       | 15                 |
| 1982-83  | 34               | 21               | 9                | 4                | 80               | 34               | 51               | 3位              | 準決勝敗退   | UC                 | 1回戦敗退          |                                  |        | ハルワルド・トーレセン                 | 22                 |
| 1982-83  | 34               | 21               | 9                | 4                | 80               | 34               | 51               | 3位              | 準決勝敗退   | UC                 | 1回戦敗退          | ユリー・クールホフ               |        |                                        | 22                 |
| 1983-84  | 34               | 23               | 6                | 5                | 88               | 32               | 52               | 2位              | 準々決勝敗退 | UC                 | 2回戦敗退          |                                  |        | ハルワルド・トーレセン                 | 23                 |
| 1983-84  | 34               | 23               | 6                | 5                | 88               | 32               | 52               | 2位              | 準々決勝敗退 | UC                 | 2回戦敗退          | ユリー・クールホフ               |        |                                        | 23                 |
| 1984-85  | 34               | 17               | 14               | 3                | 84               | 33               | 48               | 2位              | 準決勝敗退   | UC                 | 2回戦敗退          |                                  |        | ハルワルド・トーレセン                 | 21                 |
| 1985-86  | 34               | 27               | 6                | 1                | 100              | 22               | 60               | 1位              | 2回戦敗退    | UC                 | 2回戦敗退          |                                  |        | ルート・フリット                       | 24                 |
| 1986-87  | 34               | 27               | 5                | 2                | 99               | 21               | 59               | 1位              | ベスト16     | EC                 | 1回戦敗退          |                                  |        | ルート・フリット                       | 22                 |
| 1987-88  | 34               | 27               | 5                | 2                | 117              | 28               | 59               | 1位              | 優勝         | EC                 | 優勝               |                                  |        | ヴィム・キーフト                       | 28                 |
| 1988-89  | 34               | 24               | 5                | 5                | 78               | 31               | 53               | 1位              | 優勝         | EC                 | 準々決勝敗退       | IC                               | 準優勝 | ロマーリオ                             | 19                 |
| 1988-89  | 34               | 24               | 5                | 5                | 78               | 31               | 53               | 1位              | 優勝         | USC                | 準優勝             | IC                               | 準優勝 | ロマーリオ                             | 19                 |
| 1989-90  | 34               | 20               | 8                | 6                | 94               | 36               | 48               | 2位              | 優勝         | EC                 | 準々決勝敗退       |                                  |        | ロマーリオ                             | 23                 |
| 1990-91  | 34               | 23               | 7                | 4                | 84               | 28               | 53               | 1位              | 準決勝敗退   | CWC                | 1回戦敗退          |                                  |        | ロマーリオ                             | 25                 |
| 1991-92  | 34               | 25               | 8                | 1                | 82               | 24               | 58               | 1位              | ベスト16     | EC                 | 2回戦敗退          | SC                               | 準優勝 | ヴィム・キーフト                       | 19                 |
| 1992-93  | 34               | 22               | 7                | 5                | 81               | 34               | 51               | 2位              | 準々決勝敗退 | CL                 | GS敗退             | SC                               | 優勝   | ロマーリオ                             | 22                 |
| 1993-94  | 34               | 17               | 10               | 7                | 60               | 36               | 44               | 3位              | 準々決勝敗退 | UC                 | 1回戦敗退          |                                  |        | ニイ・ランプティ                       | 10                 |
| 1993-94  | 34               | 17               | 10               | 7                | 60               | 36               | 44               | 3位              | 準々決勝敗退 | UC                 | 1回戦敗退          | アーサー・ニューマン             |        |                                        | 10                 |
| 1994-95  | 34               | 20               | 7                | 7                | 85               | 46               | 47               | 3位              | ベスト16     | UC                 | 1回戦敗退          |                                  |        | ロナウド                               | 30                 |
| 1995-96  | 34               | 24               | 5                | 5                | 97               | 25               | 77               | 2位              | 優勝         | UC                 | 準々決勝敗退       |                                  |        | ルク・ニリス                           | 21                 |
| 1996-97  | 34               | 24               | 5                | 5                | 90               | 30               | 77               | 1位              | ベスト16     | CWC                | 2回戦敗退          | SC                               | 優勝   | ルク・ニリス                           | 21                 |
| 1997-98  | 34               | 21               | 9                | 4                | 95               | 44               | 72               | 2位              | 準優勝       | CL                 | GS敗退             | SC                               | 優勝   | ルク・ニリス                           | 14                 |
| 1998-99  | 34               | 17               | 10               | 7                | 87               | 55               | 61               | 3位              | 準決勝敗退   | CL                 | GS敗退             | SC                               | 優勝   | ルート・ファン・ニステルローイ         | 31                 |
| 1999-00  | 34               | 27               | 3                | 4                | 105              | 24               | 84               | 1位              | ベスト16     | CL                 | 1次GS敗退          |                                  |        | ルート・ファン・ニステルローイ         | 29                 |
| 2000-01  | 34               | 25               | 8                | 1                | 73               | 23               | 83               | 1位              | 準優勝       | CL                 | 1次GS敗退          | SC                               | 優勝   | マテヤ・ケジュマン                     | 24                 |
| 2000-01  | 34               | 25               | 8                | 1                | 73               | 23               | 83               | 1位              | 準優勝       | UC                 | 準々決勝敗退       | SC                               | 優勝   | マテヤ・ケジュマン                     | 24                 |
| 2001-02  | 34               | 20               | 8                | 6                | 77               | 32               | 68               | 2位              | 準決勝敗退   | CL                 | 1次GS敗退          | SC                               | 優勝   | ヤン・フェネホール・オフ・ヘッセリンク | 22                 |
| 2001-02  | 34               | 20               | 8                | 6                | 77               | 32               | 68               | 2位              | 準決勝敗退   | UC                 | 準々決勝敗退       | SC                               | 優勝   | ヤン・フェネホール・オフ・ヘッセリンク | 22                 |
| 2002-03  | 34               | 26               | 6                | 2                | 87               | 20               | 84               | 1位              | 準決勝敗退   | CL                 | 1次GS敗退          | SC                               | 準優勝 | マテヤ・ケジュマン                     | 35                 |
| 2003-04  | 34               | 23               | 5                | 6                | 92               | 30               | 74               | 2位              | 準々決勝敗退 | CL                 | 1次GS敗退          | SC                               | 優勝   | マテヤ・ケジュマン                     | 31                 |
| 2003-04  | 34               | 23               | 5                | 6                | 92               | 30               | 74               | 2位              | 準々決勝敗退 | UC                 | 準々決勝敗退       | SC                               | 優勝   | マテヤ・ケジュマン                     | 31                 |
| 2004-05  | 34               | 27               | 6                | 1                | 89               | 18               | 87               | 1位              | 優勝         | CL                 | 準決勝敗退         |                                  |        | ヤン・フェネホール・オフ・ヘッセリンク | 19                 |
| 2005-06  | 34               | 26               | 6                | 2                | 71               | 23               | 84               | 1位              | 準優勝       | CL                 | ベスト16           | SC                               | 準優勝 | ジェフェルソン・ファルファン           | 21                 |
| 2006-07  | 34               | 23               | 6                | 5                | 75               | 25               | 75               | 1位              | 準々決勝敗退 | CL                 | 準々決勝敗退       | SC                               | 準優勝 | ジェフェルソン・ファルファン           | 21                 |
| 2007-08  | 34               | 21               | 9                | 4                | 65               | 24               | 72               | 1位              | 失格         | CL                 | GS敗退             | SC                               | 準優勝 | ダニー・クーフェルマンス               | 14                 |
| 2007-08  | 34               | 21               | 9                | 4                | 65               | 24               | 72               | 1位              | 失格         | UC                 | 準々決勝敗退       | SC                               | 準優勝 | ダニー・クーフェルマンス               | 14                 |
| 2008-09  | 34               | 19               | 8                | 7                | 71               | 33               | 65               | 4位              | 3回戦敗退    | CL                 | GS敗退             | SC                               | 優勝   | イブラヒム・アフェレイ                 | 13                 |
| 2009-10  | 34               | 23               | 9                | 2                | 72               | 29               | 78               | 3位              | 準々決勝敗退 | EL                 | ベスト32           |                                  |        | ジュジャーク・バラージュ               | 14                 |
| 2010-11  | 34               | 20               | 9                | 5                | 79               | 34               | 69               | 3位              | 準々決勝敗退 | EL                 | ベスト16           |                                  |        | ジュジャーク・バラージュ               | 16                 |
| 2011-12  | 34               | 21               | 6                | 7                | 87               | 47               | 69               | 3位              | 優勝         | EL                 | ベスト16           |                                  |        | ドリース・メルテンス                   | 21                 |
| 2012-13  | 34               | 22               | 3                | 9                | 103              | 43               | 69               | 2位              | 準優勝       | EL                 | GS敗退             | SC                               | 優勝   | ドリース・メルテンス                   | 16                 |
| 2013-14  | 34               | 18               | 5                | 11               | 60               | 45               | 59               | 4位              | 3回戦敗退    | CL                 | プレーオフ敗退     |                                  |        | ユルゲン・ロカディア                   | 13                 |
| 2014-15  | 34               | 29               | 1                | 4                | 92               | 31               | 88               | 1位              | ベスト16     | EL                 | GS敗退             |                                  |        | メンフィス・デパイ                     | 22                 |
| 2015-16  | 34               | 26               | 6                | 2                | 88               | 32               | 84               | 1位              | 準々決勝敗退 | CL                 | ベスト16           | SC                               | 優勝   | ルーク・デ・ヨング                     | 26                 |
| 2016-17  | 34               | 22               | 10               | 2                | 68               | 23               | 76               | 3位              | 2回戦敗退    | CL                 | GS敗退             | SC                               | 優勝   | ガストン・ペレイロ                     | 10                 |
| 2017-18  | 34               | 26               | 5                | 3                | 87               | 39               | 83               | 1位              | 準々決勝敗退 | EL                 | 予選3回戦敗退      |                                  |        | イルビング・ロサノ                     | 17                 |
| 2018-19  | 34               | 26               | 5                | 3                | 98               | 26               | 83               | 2位              | 2回戦敗退    | CL                 | GS敗退             | SC                               | 準優勝 | ルーク・デ・ヨング                     | 28                 |
| 2019-20  | 26               | 14               | 7                | 5                | 54               | 28               | 49               | 4位              | ベスト16     | CL                 | 予選2回戦敗退      | SC                               | 準優勝 | ドニエル・マレン                       | 11                 |
| 2019-20  | 26               | 14               | 7                | 5                | 54               | 28               | 49               | 4位              | ベスト16     | EL                 | GS敗退             | SC                               | 準優勝 | ドニエル・マレン                       | 11                 |
| 2020-21  | 34               | 21               | 9                | 4                | 74               | 35               | 72               | 2位              | 準々決勝敗退 | EL                 | ベスト32           |                                  |        | ドニエル・マレン                       | 19                 |
| 2021-22  | 34               | 26               | 3                | 5                | 86               | 42               | 81               | 2位              | 優勝         | CL                 | プレーオフ敗退     | SC                               | 優勝   | コーディ・ガクポ                       | 12                 |
| 2021-22  | 34               | 26               | 3                | 5                | 86               | 42               | 81               | 2位              | 優勝         | EL                 | GS敗退             | SC                               | 優勝   | コーディ・ガクポ                       | 12                 |
| 2021-22  | 34               | 26               | 3                | 5                | 86               | 42               | 81               | 2位              | 優勝         | ECL                | 準々決勝敗退       | SC                               | 優勝   | コーディ・ガクポ                       | 12                 |
| 2022-23  | 34               | 23               | 6                | 5                | 86               | 40               | 75               | 2位              | 優勝         | CL                 | プレーオフ敗退     | SC                               | 優勝   | シャビ・シモンズ                       | 19                 |
| 2022-23  | 34               | 23               | 6                | 5                | 86               | 40               | 75               | 2位              | 優勝         | EL                 | 決勝プレーオフ敗退 | SC                               | 優勝   | シャビ・シモンズ                       | 19                 |
| 2023-24  | 34               | 29               | 4                | 1                | 111              | 21               | 91               | 1位              | ベスト16     | CL                 | ベスト16           | SC                               | 優勝   | ルーク・デ・ヨング                     | 29                 |
| 2024-25  | 34               |                  |                  |                  |                  |                  |                  |                  |              | CL                 | LP                 | SC                               | 準優勝 |                                        |                    |

## スポンサー

1982年からメインスポンサーを務めるフィリップスのロゴ

| 種類                     | 名称                   | 業種               |
| ------------------------ | ---------------------- | ------------------ |
| メインスポンサー         | フィリップス           | 家電               |
| オフィシャルパートナー   | ナイキ                 | スポーツ用品       |
| オフィシャルパートナー   | メルセデス・ベンツ     | 自動車             |
| オフィシャルパートナー   | ババリアビール         | ビール             |
| オフィシャルパートナー   | ラボバンク             | 銀行               |
| オフィシャルパートナー   | VDL グループ           | 工業品製造         |
| オフィシャルパートナー   | BDOインターナショナル  | 会計事務           |
| オフィシャルパートナー   | デ・ラーゲ・ランデン   |                    |
| オフィシャルパートナー   | バニング               |                    |
| オフィシャルパートナー   | フレオ                 |                    |
| オフィシャルパートナー   | Driessen HRM Payroll   |                    |
| オフィシャルパートナー   | Menzis                 |                    |
| オフィシャルサプライヤー | コカ・コーラ           | 飲料               |
| オフィシャルサプライヤー | アスロン・カー・リース | 自動車リース       |
| オフィシャルサプライヤー | GymnaUniphy            | メディカルサポート |
| オフィシャルサプライヤー | Gentiluomo             |                    |
| オフィシャルサプライヤー | Maison van den Boer    |                    |

## 現所属メンバー
2025年2月23日現在
注：選手の国籍表記はFIFAの定めた代表資格ルールに基づく。
| No. | Pos. |                | 選手名                    |
| --- | ---- | -------------- | ------------------------- |
| 1   | GK   | アルゼンチン   | ワルテル・ベニテス ()     |
| 2   | DF   | オランダ       | リック・カルスドルプ      |
| 3   | DF   | オランダ       | タイレル・マラシア ()     |
| 4   | DF   | オランダ       | アルマンド・オビスポ ()   |
| 5   | FW   | クロアチア     | イヴァン・ペリシッチ      |
| 6   | DF   | オランダ       | ライアン・フラミンゴ ()() |
| 7   | MF   | アメリカ合衆国 | マリク・ティルマン ()     |
| 8   | DF   | アメリカ合衆国 | セルジーニョ・デスト ()   |
| 9   | FW   | オランダ       | ルーク・デ・ヨング        |
| 10  | FW   | オランダ       | ノア・ラング ()           |
| 11  | FW   | ベルギー       | ヨハン・バカヨコ ()       |
| 14  | FW   | アメリカ合衆国 | リカルド・ペピ ()★        |
| 16  | GK   | オランダ       | ヨエル・ドロンメル        |
| 17  | DF   | ブラジル       | マウロ・ジュニオール ★    |

| No. | Pos. |                          | 選手名                           |
| --- | ---- | ------------------------ | -------------------------------- |
| 18  | DF   | フランス                 | オリヴィエ・ボスカリ ()          |
| 19  | FW   | ボスニア・ヘルツェゴビナ | エスミール・バイラクタレヴィッチ |
| 20  | MF   | オランダ                 | フース・ティル ()                |
| 21  | FW   | モロッコ                 | クハイブ・ドリウェシュ ()        |
| 22  | MF   | オランダ                 | イェルディ・スハウテン           |
| 23  | MF   | オランダ                 | ヨエイ・フェールマン             |
| 24  | GK   | オランダ                 | ニーク・スヒクス                 |
| 26  | MF   | オランダ                 | イサーク・ババディ ()            |
| 27  | FW   | スペイン                 | ルーカス・ペレス                 |
| 28  | MF   | オランダ                 | ティホ・ラント                   |
| 34  | MF   | モロッコ                 | イスマエル・サイバリ ()          |
| 37  | MF   | アメリカ合衆国           | リチャード・レデスマ ()          |
| 39  | DF   | ブルキナファソ           | アダモ・ナガロ () ★              |

※括弧内の国旗はその他の保有国籍を、星印はEU圏外選手を示す。

### ローン移籍選手
in
注：選手の国籍表記はFIFAの定めた代表資格ルールに基づく。
| No. | Pos. |          | 選手名                                            |
| --- | ---- | -------- | ------------------------------------------------- |
| 3   | DF   | オランダ | タイレル・マラシア (マンチェスター・ユナイテッド) |

out
注：選手の国籍表記はFIFAの定めた代表資格ルールに基づく。
| No. | Pos. |          | 選手名                          |
| --- | ---- | -------- | ------------------------------- |
|     | GK   | ベルギー | キエル・ピアースマン (リールセ) |

### 欠番
12 - サポーター
99 - フォクシー（クラブのマスコット）

## 歴代会長
- 1913-1920 J・W・ホフケス
- 1920-1921 J・ファン・デル・レール
- 1921-1925 J・W・ホフケス
- 1925-1926 N・ハルベルツマ
- 1926-1927 A・ブルークマン
- 1927-1928 J・スミッツ
- 1928-1932 A・カース
- 1932-1939 A・ファン・アンローイ
- 1939-1945 C・M・モレルス
- 1945-1951 A・ヴォールウィンデ

- 1951-1954 C・M・モレルス
- 1954-1963 A・ファン・ストリーン
- 1963-1970 M・J・ヤンセン・フラチョン
- 1970-1983 A・P・フルーネヴェルト
- 1983-1993 J・H・ルッツ
- 1993-1996 W・G・マエイェル
- 1996-2004 ハリー・ファン・ラーエイ
- 2005-2010 フリッツ・スフイテマ
- 2010- R・W・J・フェルケルク

## サッカー以外のスポーツ
PSVアイントホーフェンと呼ばれているクラブは17あり、全てフィリップス・スポーツ・ユニオン（Federatie van Philips Sport Verenigingen）のメンバーである。20種類のスポーツに5000人以上の会員がいる（2003年現在）。
PSVアイントホーフェンの水泳クラブ所属であるピーター・ファン・デン・ホーヘンバンドとインヘ・デブルーインは、2000年のシドニーオリンピックの競泳で8つのメダル（内5個の金メダル）を占めた。水泳クラブはサッカーの次に知られているが、そのほかのクラブもそれぞれの国内競技会で高いレベルにある。